# John Cody (cardinal)
Pour les articles homonymes, voir Cody.
John Patrick Cody, né le  24 décembre 1907 à Saint-Louis (Missouri) et mort le 25 avril 1982 à Chicago (Illinois), est un cardinal américain, archevêque de Chicago de 1965 à sa mort.

## Biographie

### Prêtre
John Cody est ordonné prêtre le 8 décembre 1931 pour le diocèse de Saint-Louis dans le Missouri le cardinal Francesco Marchetti Selvaggiani.

### Évêque
Nommé évêque auxiliaire de Saint-Louis le 10 mai 1947 avec le titre d'évêque in partibus d'Apollonie (de), il est consacré le 2 juillet suivant, par le cardinal Joseph Ritter.
Il devient ensuite successivement évêque coadjuteur de Kansas City (Missouri) le 27 janvier 1954, puis évêque coadjuteur de Saint-Joseph le 9 mai 1955, puis évêque coadjuteur de Kansas City-Saint-Joseph le 29 août 1956 avant d'en devenir l'évêque titulaire le 11 septembre 1956.
Le 10 août 1961, il est nommé archevêque coadjuteur de La Nouvelle-Orléans en Louisiane, avec le titre d'archevêque in partibus de Bostra (de), avant d'en devenir administrateur apostolique le 1er juin 1962, puis archevêque titulaire le 8 novembre 1964.
Enfin, il est nommé archevêque de Chicago, dans l'Illinois le 14 juin 1965.

### Cardinal
John Cody est créé cardinal par Paul VI lors du consistoire du 26 juin 1967 avec le titre de cardinal-prêtre de  S. Cecilia.